# Jeffrey Townsend
Jeffrey Townsend (* 14. Mai 1954 in New York City, Vereinigte Staaten) ist ein US-amerikanischer Filmarchitekt und Werbefilm- bzw. Video-Regisseur, mit gelegentlichen Abstechern zur Second-Unit-Regie, Regieassistenz, Fernsehfilmkomposition und Tätigkeit als Drehbuchautor für das Serienfernsehen.

## Leben
Townsend besuchte die Choate School und das Bennington College und erhielt seine künstlerische Ausbildung an der Rhode Island School of Design und am San Francisco Art Institute. Anschließend arbeitete er vier Jahre lang als Designer für die Printwerbung, danach wechselte Townsend als Assistent von Filmarchitekten bzw. Szenenbildnern wie Santo Loquasto und Pato Guzman zum Film. Eine seiner frühen Arbeiten war 1978/79 die Assistenz von Philip Rosenberg bei den Dreharbeiten zu „Hinter dem Rampenlicht“, für die Rosenberg mit einem Oscar ausgezeichnet wurde.
Seinen Einstand als eigenverantwortlicher Filmarchitekt gab Jeffrey Townsend 1981 bei Peter Lilienthals deutscher Produktion „Dear Mr. Wonderful“. „Townsends Œuvre ist vergleichsweise schmal, dafür oftmals überdurchschnittlich („Baby it’s You“, „Reckless“, „Die Zeit nach Mitternacht“, „Die fabelhaften Baker Boys“, „Schlaflos in Seattle“, „Der Hochzeitstag“).“ Bis zum Ende des Jahrtausends arbeitete er mit so zentralen Regisseuren wie Martin Scorsese, John Sayles und John Schlesinger zusammen.
1998 beendete er seine Tätigkeit als Filmarchitekt und wandte sich der Videofilm-Regie zu. In den Jahren rund um 2010 ist er als Regisseur der Produktionen „Patrick Carman's Dark Eden“, „Patrick Carman's Trackers“ und „Patrick Carman's Skeleton Creek“ nachzuweisen. Zuvor hatte Townsend auch bei einigen Fernsehserien als Drehbuchautor gearbeitet und belieferte in dieser Funktion einzelne Folgen der (Zeichentrick)-Serien „Rugrats“ und „Bar Karma“. Bei dem 1986 ausgestrahlten Fernsehfilm „Landscape with Waitress“ führte er überdies Regie, bei der „Tracey Ullman Show“ übernahm Townsend 1987 die Produktionsleitung. Für „Nickelodeon's Rugrats“ erhielt er einen Emmy (1990), an einem kurzen Musikeinspieler von Die Simpsons war er gleichfalls beteiligt.
Townsend hat auch Vorlesungen zu den Themen Film und Erziehung gehalten und ein Programm zum Thema digitale Filmherstellung entwickelt, das den martialischen Namen „The Filmmakers Boot Camp“ erhielt. Unter dem Signum Now What Creative hat Townsend außerdem Multimedia-Komponenten für Buch-, Video- und Hybrid-Projekte für das PC Studio entwickelt, darunter die Reihen „Skeleton Creek“, „Trackers“ und „Dark Eden“.

## Filmografie
als Filmarchitekt (komplett)
- 1982: Dear Mr. Wonderful
- 1982: Baby it’s You
- 1983: Reckless
- 1984: Girls Wanna Have Fun (Old Enough)
- 1985: Die Zeit nach Mitternacht (After Hours)
- 1987: Traumfrau vom Dienst (Maid to Order)
- 1989: Die fabelhaften Baker Boys (The Fabulous Baker Boys)
- 1991: Sag’s offen, Shirlee (Straight Talk)
- 1992: Schlaflos in Seattle (Sleepless in Seattle)
- 1995: Der Hochzeitstag (Faithful)
- 1998: Reach the Rock
- 1998: Finding Graceland